# Raymond Impanis
Raymond Impanis (Berg, 19 d'octubre de 1925 - Vilvoorde, 31 de desembre de 2010) va ser un ciclista belga, professional entre 1946 i 1963.
La seva especialitat van ser les clàssiques d'un dia, aconseguint la victòria en dos dels anomenats Monuments del ciclisme: la París-Roubaix de 1954 i el Tour de Flandes del mateix any. A més d'aquestes victòries, va acabar moltes vegades entre els primers classificats en les grans clàssiques. Així, per exemple, va ser quatre vegades segon a la Lieja-Bastogne-Lieja.
Malgrat no ser la seva especialitat, també va obtenir bons resultats en proves per etapes. Va guanyar dues edicions de la París-Niça, el 1954 i 1960, i va obtenir tres triomfs d'etapa al Tour de França, una contrarellotge el 1947, la més llarga de la història del Tour, i dos el 1948. El seu millor resultat en una Gran Volta el va aconseguir a la Volta Ciclista a Espanya de l'any 1956, en acabar tercer. A més, també va ser sisè al Tour de 1947 i setè al Giro de 1957.
Va morir el 31 de desembre de 2010 després d'una llarga malaltia.

## Palmarès
- 1946
  - 1r a la Volta a Limburg amateur i vencedor d'una etapa
- 1947
  - 1r a la Berg-Housse-Berg i vencedor de 2 etapes
  - 1r a l'Omnium de la Ruta
  - Vencedor d'una etapa del Tour de França
- 1948
  - 1r a la Kompenhout-Charleroi-Kompenhout
  - 1r al Circuit de les Ardenes flamenques - Ichtegem
  - Vencedor de 2 etapes del Tour de França
- 1949
  - 1r a l'A través de Bèlgica
  - 1r a la Berg-Housse
- 1950
  - 1r a la Berg-Housse-Berg
  - 1r al Cap de Setmana de les Ardenes
- 1951
  - 1r a l'A través de Bèlgica
- 1952
  - 1r a la Gant-Wevelgem
  - 1r a la Ronda van Haspengouw
  - Vencedor d'una etapa a la París-Niça
- 1953
  - 1r a la Gant-Wevelgem
  - Campió de Bèlgica de clubs
- 1954
  - 1r a la París-Roubaix
  - 1r al Tour de Flandes
  - 1r a la París-Niça
- 1956
  - Campió hivernal de Bèlgica de mig fons
- 1957
  - 1r a la Fletxa Valona
  - 1r al Gran Premi Stan Ockers
- 1960
  - 1r de la París-Niça
- 1963
  - Campió de Bèlgica de contrarellotge per clubs

### Resultats al Tour de França
- 1947. 6è de la classificació general i vencedor d'una etapa
- 1948. 10è de la classificació general i vencedor de 2 etapes
- 1949. Abandona (11a etapa)
- 1950. 8è de la classificació general
- 1953. 23è de la classificació general
- 1955. 13è de la classificació general
- 1956. 33è de la classificació general
- 1963. 66è de la classificació general

### Resultats al Giro d'Itàlia
- 1951. Abandona
- 1952. 25è de la classificació general
- 1954. Abandona
- 1957. 7è de la classificació general
- 1960. 40è de la classificació general
- 1961. Abandona

### Resultats a la Volta a Espanya
- 1956. 3r de la classificació general